# عامل زویا (فیلم)
عامل زویا (به هندی: The Zoya Factor) فیلمی محصول سال ۲۰۱۹ و به کارگردانی آبیشک شارما است. در این فیلم بازیگرانی همچون سونام کاپور، دولکوئر سلمان، سانجای کاپور، سراب شوکلا، راهول خانا ایفای نقش کرده‌اند.